# Kanton Rumilly
Kanton Rumilly is een kanton van het Franse departement Haute-Savoie. Het kanton maakt deel uit van het arrondissement Annecy. Bij de herindeling van de kantons in 2014 werd het kanton uitgebreid van 18 naar 29 gemeenten.

## Gemeenten
Het kanton Rumilly omvatte oorspronkelijk de volgende 18 gemeenten:
- Bloye
- Boussy
- Crempigny-Bonneguête
- Étercy
- Hauteville-sur-Fier
- Lornay
- Marcellaz-Albanais
- Marigny-Saint-Marcel
- Massingy
- Moye
- Rumilly (hoofdplaats)
- Saint-Eusèbe
- Sales
- Thusy
- Val-de-Fier en Vallières, die vanaf 1 januari 2019 de fusiegemeente Vallières-sur-Fier vormen.
- Vaulx
- Versonnex

In 2014 kwamen daar:
- Alby-sur-Chéran
- Allèves
- Chainaz-les-Frasses
- Chapeiry
- Cusy
- Gruffy
- Héry-sur-Alby
- Mûres
- Saint-Félix (Haute-Savoie)
- Saint-Sylvestre (Haute-Savoie)
- Viuz-la-Chiésaz

bij